# 苏嘴镇
苏嘴镇，是中华人民共和国江苏省淮安市淮安区下辖的一个乡镇级行政单位。2018年7月，撤销苏嘴镇、茭陵乡，设立新的苏嘴镇。以原苏嘴镇、茭陵乡所辖区域为苏嘴镇行政区域，苏嘴镇人民政府驻苏家嘴居委会境内，办公地址为振兴路135号。

## 行政区划
苏嘴镇下辖以下地区：
苏家嘴社区、大桥村、汤衡村、衡河村、沙吉村、建仪村、一心村、马逻村、吴码村、北季村和龚营村。